# ヨウナス・ハトルグリムソン
ヨウナス・ハトルグリムソン（アイスランド語:Jónas Hallgrímsson、1807年11月16日 - 1845年5月26日）は、アイスランドの詩人、博物学者。

## 生涯
当時はデンマーク＝ノルウェー領のアイスランド北部の町エヘスナダールル（is:Öxnadalur）の貧しい家庭に生まれた。1829年にベッサスタージルのベッサスタージル・ラテン語学校（is:Bessastaðaskóli)を卒業すると、1832年から1837年までコペンハーゲン大学で学び、法学から自然科学に転じた。1837年と1839年から1842年はには自然調査の為アイスランドに戻り島内各地を回った。そのほかはコペンハーゲンで暮らし、調査の結果をまとめながら病で死去した。死後の1847年にアイスランド文学会（is:Hið íslenska bókmenntafélag)から作品や論考をまとめた『詩集』（Ljóðｍæli）が出版された。

## 作品
ヨウナスの詩は自然な話し言葉に新造語を織り交ぜ近代的な文学言語としてのアイスランド語の可能性を開拓し、誕生日である11月16日はアイスランド語の日として記念日となっている。
ヨウナスは他のロマン派詩人の多くとは異なりイタリアのソネット形式や古代ギリシャのエレジーなど他のヨーロッパ文学の韻律も積極的に取り入れ、アンデルセンやハインリヒ・ハイネなどの作品を翻訳した。